# Мороз Андрій Дмитрович
Андрій Дмитрович Мороз (нар. 5 липня 1971, Вінниця, УРСР, СРСР) — український гандболіст та тренер, майстер спорту СРСР, майстер спорту України, тренер вищої категорії. Триразовий чемпіон України (як гравець: 1993, 1995, як тренер: 2011), бронзовий призер Чемпіонату Світу серед студентів (1995), неодноразовий учасник єврокубків. 

## Життєпис
Народився 5 липня 1971 року у Вінниці. Вихованець Зіньківської спеціалізованої дитячо-юнацької спортивної школи олімпійського резерву з гандболу ім. В. П. Літвішка . Бронзовий призер першості України у складі команди Зіньківської СДЮСШОР.
Закінчив Бердянський педагогічний інститут. 
З 1987 по 1990 рік виступав за команду «ЗІІ» (Запоріжжя). 
У 1990—1996 роках виступав за команду «ZTR» (Запоріжжя). 
З 1996 по 1998 рік гравець команди «ТУТ-КОМ» (Прилеп, Північна Македонія). 
У 1998—2000 роках виступав за ГК «Динамо» (Полтава).  
3 2000 року працює тренером ГК «Динамо» (Полтава). 
У 2003—2005 роках — старший тренер ГК «Динамо-Полтава» (Полтава). 
З 2013 по 2015 рік виконував обов'язки головного тренера ГК «Динамо-Полтава» (Полтава). Нині тренер цього клубу.